# NHK築館テレビ中継局
NHK築館テレビ中継局（エヌエイチケイつきだてテレビちゅうけいきょく）は、宮城県栗原市の旧築館町地域に置かれていたNHK仙台放送局のテレビ中継局。

## 所在地
- 栗原市築館上宮野字日坂

## 中継局概要
| 放送局名 全てNHK仙台 | チャンネル | 空中線電力        | ERP                | 放送対象地域 | 放送区域内世帯数 |
| 教育テレビ           | 50ch       | 映像3W /音声750mW | 映像42W /音声10.5W | 全国         | 不明             |
| 総合テレビ           | 52ch       | 映像3W /音声750mW | 映像42W /音声10.5W | 宮城県       | 不明             |

- 偏波面は、水平偏波送信。
- 当初、全国一斉の2011年7月24日で廃局となる予定だったが、同年3月11日に発生した東日本大震災の影響により、廃局が、2012年3月31日まで延期された。

## 放送エリア等
- 仙台本局からの電波が届きにくい栗原市・旧築館町域をカバーしている。但し在仙民放局は当地に中継局を置いておらず、周辺局を受信。